# Harajuku

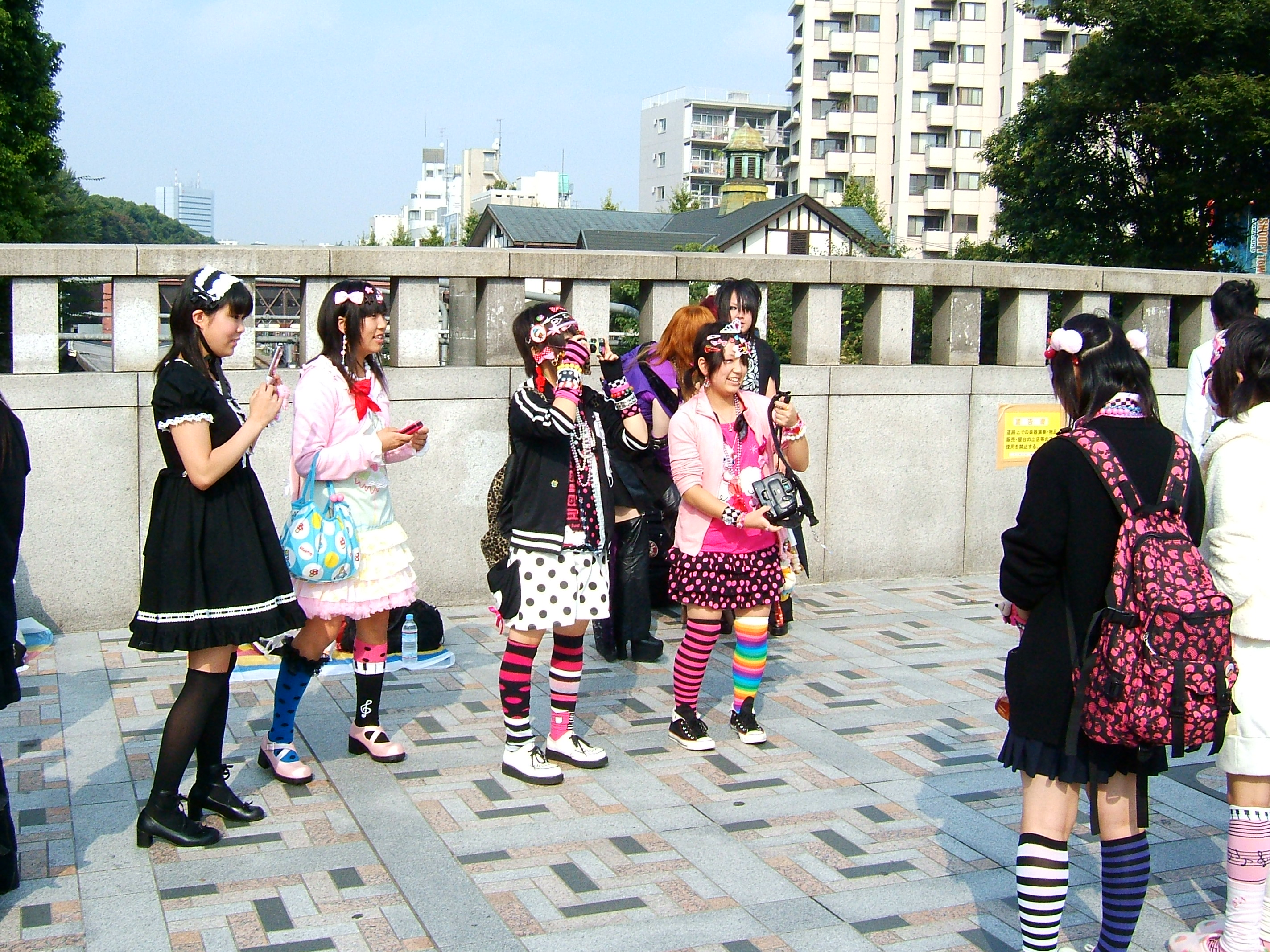
Ragazze sul ponte di Harajuku la domenica pomeriggio; a sinistra si riconosce una gothic lolita

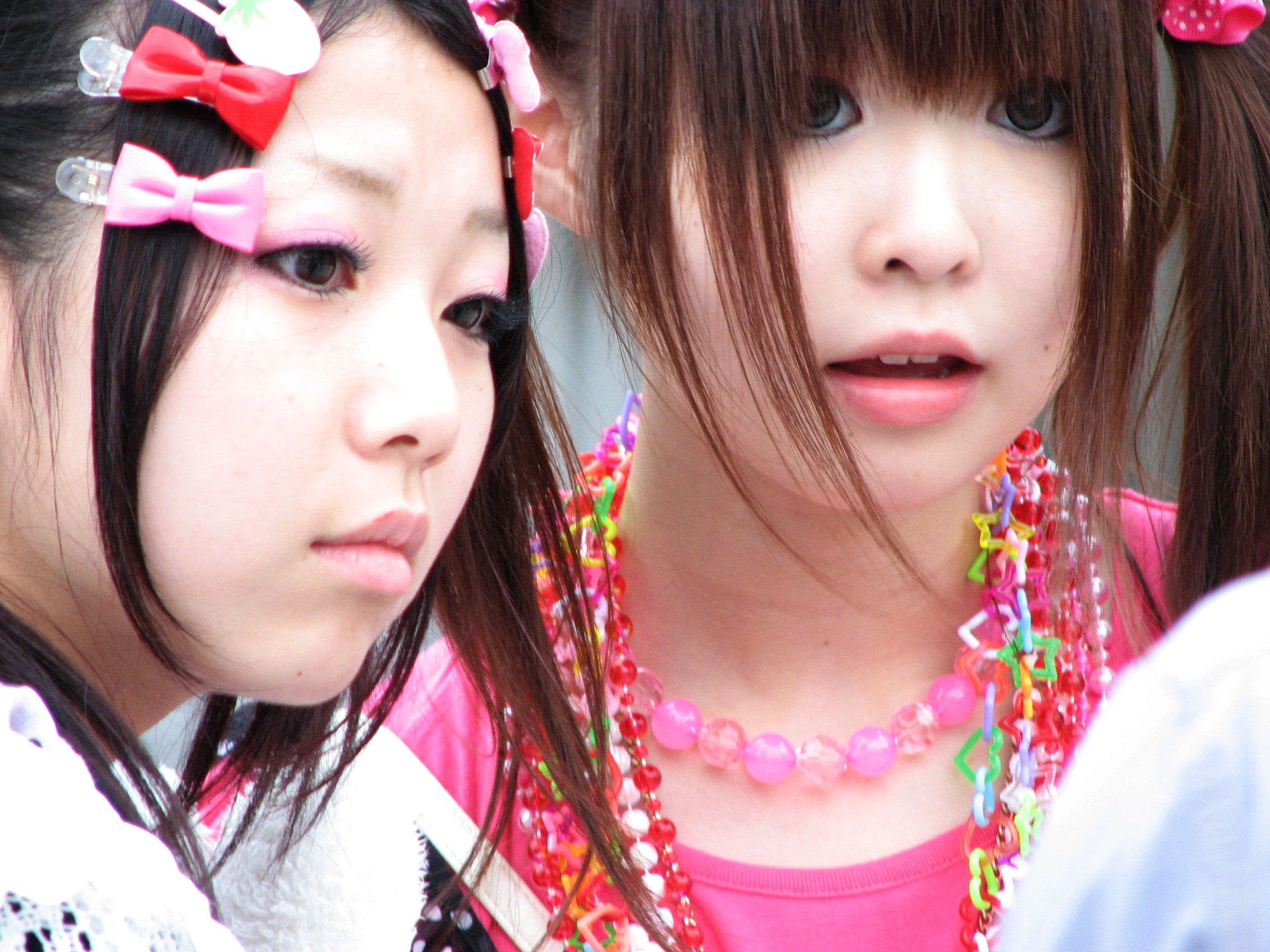
Delle harajuku girl

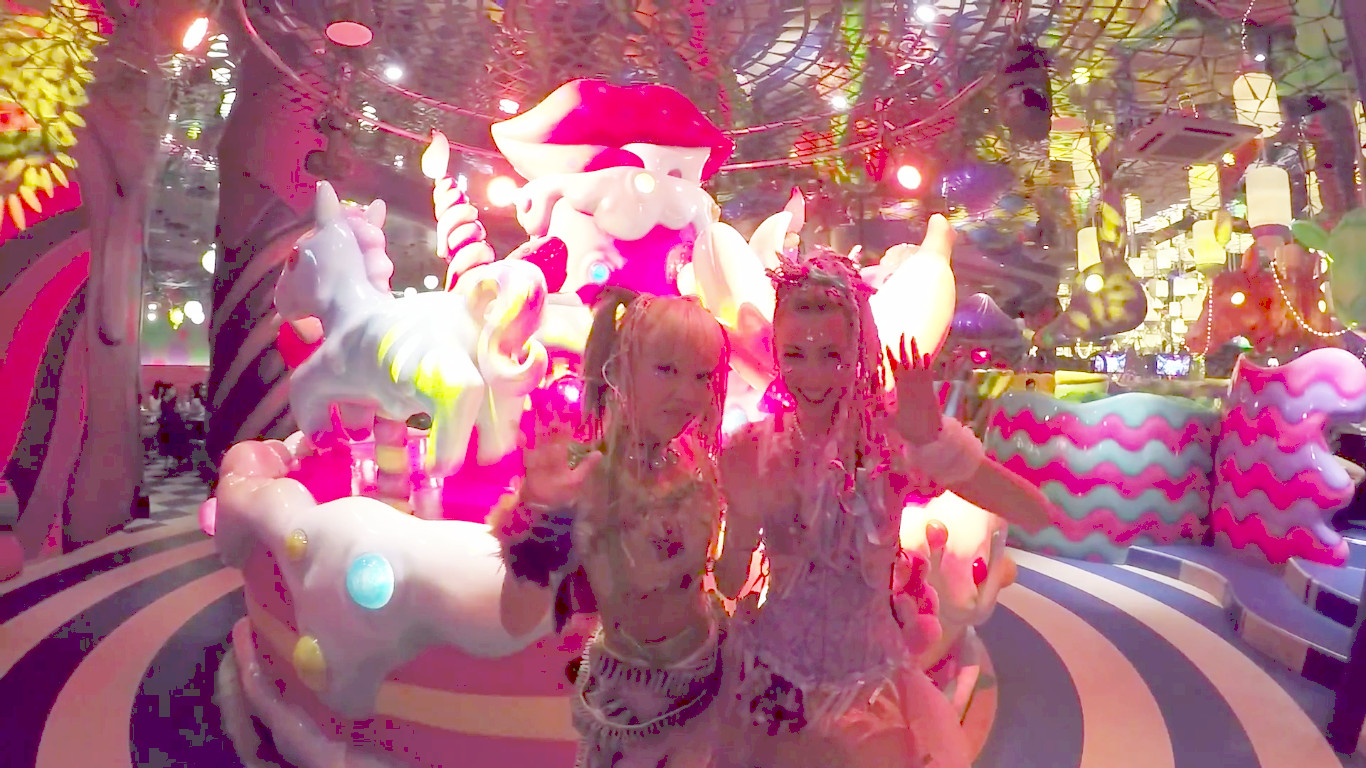
Kawaii monstar cafe

Harajuku (原宿?, Harajuku, "alloggio nel prato") è il nome comune della zona circostante la stazione di Harajuku, sulla linea Yamanote, a Shibuya, uno dei 23 quartieri speciali di Tokyo. L'area è universalmente nota per essere una fucina di stili di strada e di tendenze giovanili estremamente innovative.

## Storia
La zona ha due principali strade dello shopping, Takeshita ed Omotesandō. La prima è dedicata alle mode giovanili e presenta soprattutto piccoli negozi che vendono articoli di abbigliamento ed accessori di stile lolita, visual kei, rockabilly, punk e cyberpunk, unitamente a innumerevoli punti di ristorazione veloce. La seconda invece ha assistito, dalla fine degli anni novanta, ad un incremento di negozi costosi come Louis Vuitton, Chanel, Prada, Tod's ed altri, tanto che al viale di Omotesandō è frequente riferirsi come agli "Champs-Élysées di Tokyo".
Fino al 2004, un lato della strada era occupato dalla Dōjunkai Aoyama Apartments, un complesso di appartamenti in stile Bauhaus costruito nel 1927 dopo il grande terremoto di Kantō del 1923; nel 2006 questi edifici sono stati distrutti, non senza polemiche, dalla Mori Building e rimpiazzati dal centro commerciale Omotesandō Hills, progettato da Tadao Andō. La zona conosciuta come Ura-Harajuku è il centro della moda giovanile più commerciale; vi si trovano molti megastore, anche monomarca, come A Bathing Ape e Undercover.

## Subculture
Il termine Harajuku girls è stato utilizzato dal linguaggio dei media per descrivere gli adolescenti ed i giovani (in stragrande maggioranza donne) che popolano le strade di Harajuku, abbigliate secondo svariati stili anche molto diversi fra loro, ma accomunati da un'importante dimensione cromatica e da una generale eccentricità. Queste ragazze possono essere esponenti di varie subculture, fra le quali le più importanti sono lolita, ganguro e kogal; a queste si affiancano la pratica del revival punk e rockabilly.
Uno sviluppo contemporaneo delle sottoculture proprie di Harajuku è la corrente musicale visual kei, che è nata verso la fine degli anni ottanta accomunando gruppi musicali di vario genere legati da una dimensione estetica considerata paritetica a quella musicale. Anche chi segue la musica visual kei trova nell'area di Harajuku il luogo ottimale per la propria espressione, in particolare sul Jingu Bashi ("ponte del santuario"), un ponte pedonale che collega il centro di Harajuku con il Santuario Meiji. Anche fra i fan del visual kei è diffusa la pratica del cosplay, in riferimento però agli idoli musicali.
Negli anni ottanta una moltitudine di artisti di strada e di adolescenti vestiti secondo fogge bizzarre o selvagge, fra i quali i takenoko-zoku, presero a radunarsi di domenica in Omotesandō e nelle strade che attraversano il parco di Yoyogi. Al tempo le strade, di domenica, erano chiuse al traffico. Negli anni novanta vennero allentati i limiti alla circolazione veicolare e molti di essi cessarono i loro raduni. Oggi molti ragazzi continuano ad uscire e passeggiare per Harajuku, prevalentemente sul Jingu Bashi.